# Scyllarides deceptor
Scyllarides deceptor är en kräftdjursart som beskrevs av Lipke Bijdeley Holthuis 1963. Scyllarides deceptor ingår i släktet Scyllarides och familjen Scyllaridae. IUCN kategoriserar arten globalt som livskraftig. Inga underarter finns listade i Catalogue of Life.